# Parque nacional de Gorongosa

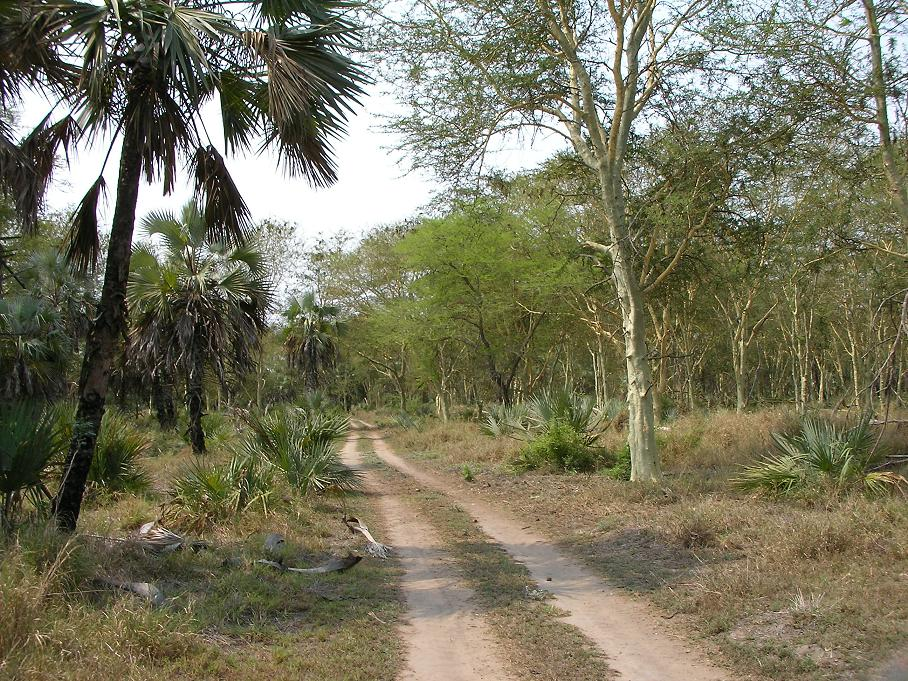
Camino en el parque de Gorongosa.

Gorongosa es el nombre de una montaña y un parque natural situados en el centro de Mozambique. La montaña tiene 1862 metros de altura que se elevan sobre una llanura baja. El parque natural tiene 4000 kilómetros cuadrados y se encuentra en la parte sur del gran Gran Valle del Rift. Gorongosa fue elegido parque nacional por el gobierno de Portugal en el año 1960.
La combinación de características del parque hace que antiguamente albergara una población muy densa de vida salvaje con más de 500 especies de aves. Los grandes mamíferos fueron mermados por la caza durante la guerra civil de Mozambique, pero en la actualidad las poblaciones se recuperan. Actualmente se llevan a cabo proyectos de recuperación de diversas especies como el león Panthera Leo que son de gran importancia debido a la reducción del número de animales.